# Torre Allianz (Barcelona)
La Torre Allianz és un gratacel situat al carrer de Tarragona de Barcelona. Acabat de construir el 1993, compta amb 20 plantes sobre terra i 5 soterrades, i fa 80 m d'alçada. És la seu corporativa d'Allianz Assegurances a Espanya.